# Kettenblattgarnitur

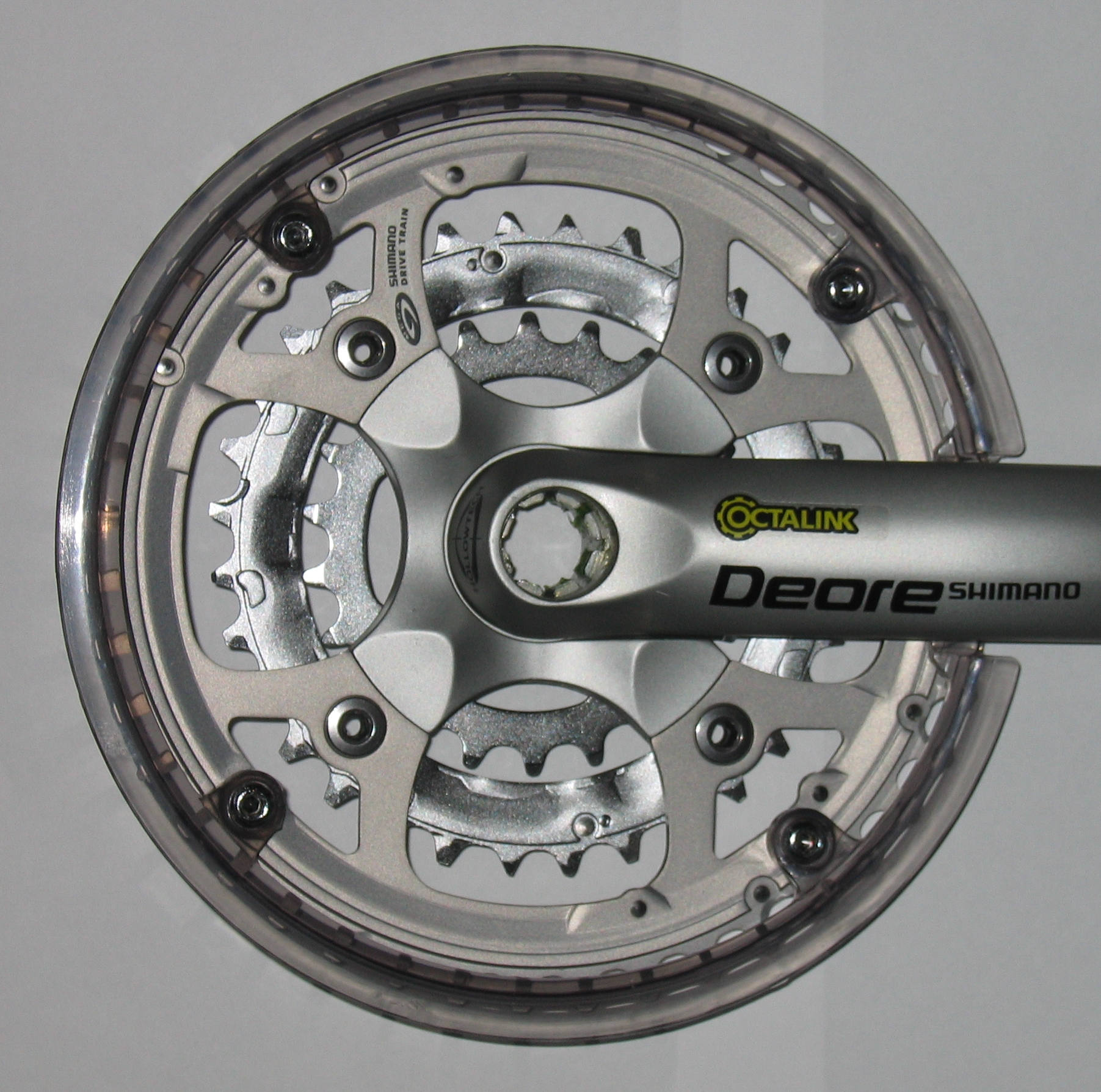
Kurbelgarnitur mit drei Kettenblättern

Als Kettenblattgarnitur, Kettenradgarnitur, Kurbelgarnitur, Kurbelsystem oder Kurbelsatz wird beim Fahrrad die aus einem oder mehreren Kettenblättern und den Tretkurbeln bestehende Einheit bezeichnet. Sie dient der Kraftübertragung des Drehmoments von der Tretlagerwelle auf die Kette. Diese überträgt die Kraft auf das Zahnkranzpaket am Hinterrad.
Kettenblattgarnituren gibt es mit einfachen Kettenblättern und in zwei- und dreifach Systemen. Mehrere Kettenblätter werden benötigt, wenn die Schaltkapazität des Schaltwerkes nicht ausreicht. Die dreifachen Garnituren kamen mit den Mountainbikes Anfang der 1980er Jahre auf, zweifache gab es bis dahin hauptsächlich an Rennrädern. Zum Betätigen der vorderen Schaltung wurden ursprünglich Überwerfer, einfache Hebel am Sitzrohr, benutzt. Seit Ende der 1960er Jahre wurden Umwerfer mit Bowdenzügen üblich, deren Bedienungshebel am oberen Drittel des Unterrohrs angebracht sind.  Ab Mitte der 1980er Jahre werden verschieden konstruierte Schalthebel zur Befestigung am Lenker angeboten, so dass die Hände am Lenker bleiben können. Für Rennräder kamen seit Anfang der 1990er Jahre Brems-Schalthebel auf den Markt.